# Marshalls plc
Marshalls plc er en britisk producent af natursten og byggematerialer i beton. De har hovedkvarter i Elland, West Yorkshire.
Virksomheden blev etableret af Solomon Marshall i 1890.